# 노던 솔

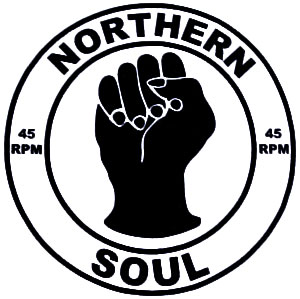
1970년대 노던 솔 운동의 로고

노던 솔(Northern Soul)은 1970년대 초 북잉글랜드와 미들랜즈에서 시작된 음악 운동이다. 무거운 비트와 빠른 템포(100bpm 이상)를 지닌 아프리카계 미국인의 솔 음악의 특정한 스타일을 기반으로한 영국의 모드 신에서 발전했다.
노던 솔 운동은 일반적으로 상업적인 성공을 거둔 모타운이나 그런 모타운의 영향을 받은 음악을 지양한다. 애호가들이 가장 소중히 여기는 음반은 비제이, 체스, 브런즈윅, 릭-틱, 고디, 골든 월드, 미우트, 샤우트 및 오케와 같은 레이블에서 한정으로 발매된 덜 알려진 음악가의 작품이다.
노던 솔은 맨체스터의 트위스티드 휠과 같은 장소에서 1960년대 후반 언더그라운드 리듬과 솔 신에서 성장한 댄스 스타일 및 패션과도 관련이 있었다. 이 시놔 관련된 춤과 패션으로는 위건 카지노, 블랙풀 메카 및 골든 토치와 같은 다른 댄스홀과 나이트 클럽으로 빠르게 퍼졌다.
1970년대 초반 선호되는 비트가 더욱 업템포적이고 광란적으로 변하면서 노던 솔의 춤은 디스코와 브레이크 댄스 후기 댄스 스타일을 닮아 더욱 역동적으로 변해갔다. 스핀, 플립, 가라테 킥 등을 특징으로 하는 클럽 댄스 스타일은 리틀 앤서니 앤 디 임페리얼스, 재키 윌슨과 같은 미국 솔 음악가들의 무대 공연에서 영감을 받았다.

## 노던 솔 음악가
- 키키 디
- 바비 블랜드
- 뮤리엘 데이
- 포 탑스
- 마빈 게이
- 아이즐리 브라더스
- 시리타 라이트
- 템테이션스
- 존 뉴먼
- 미러클스
- 바바라 맥네이어
- 마사 앤 더 밴덜러스

## 같이 보기
- 모드 (문화)
- 매드체스터